# Ptychoptera takeuchii
Ptychoptera takeuchii är en tvåvingeart som beskrevs av Tokunaga 1938. Ptychoptera takeuchii ingår i släktet Ptychoptera och familjen glansmyggor. Inga underarter finns listade i Catalogue of Life.